# Alexandria Mills

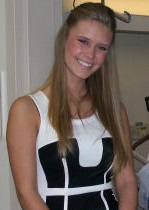
Alexandria Mills, 2010

Alexandria Mills (* 8. Oktober 1992 in Louisville, Kentucky) ist eine US-amerikanische Schönheitskönigin und ein Model.

## Leben
Mills wurde in Kentucky geboren und schloss 2010 die High School ab. Im selben Jahr wurde sie von einer Modelagentur zur Miss USA World gekrönt und nahm im Oktober 2010 für die Vereinigten Staaten an der Wahl zur Miss World im chinesischen Sanya teil. Im Vorfeld des Schönheitswettbewerbs belegte Mills hinter Yara Lasanta aus Puerto Rico einen zweiten Platz im Beach-Beauty-Wettbewerb und Platz 3 im Miss-World-Top-Model-Wettbewerb hinter der Norwegerin Mariann Birkedal und der Russin Irina Sharipova. Bei der Wahl zur Miss World am 30. Oktober 2010 setzte sich die 18-Jährige gegen Emma Wareus aus Botswana und Adriana Vasini aus Venezuela durch. Von britischen Buchmachern war die blonde Mills gemeinsam mit Birkedal und Santiago als Favoritin auf den Sieg gehandelt worden. Es war der dritte Sieg einer US-Amerikanerin nach Marjorie Wallace (1973) und Gina Marie Tolleson (1990).
Die 1,75 Meter große Vegetarierin ist unter anderem bei der Elite-Modelagentur unter Vertrag und warb für das Modeunternehmen Esprit. Vor ihrem Sieg bei der Miss-World-Wahl gab Mills als Berufswunsch Lehrerin an und plante, das College zu besuchen und einen Abschluss in Fotografie zu erwerben.